# Spanophatnus melanonotus
Spanophatnus melanonotus är en stekelart som först beskrevs av Tosquinet 1896.  Spanophatnus melanonotus ingår i släktet Spanophatnus och familjen brokparasitsteklar. Inga underarter finns listade i Catalogue of Life.